# 뇌르틀링겐
뇌르틀링겐(Nördlingen)은 독일 바이에른 자유주 슈바벤 현 도나우리스 군에 소재한 읍으로, 인구는 약 24,000 명이다. 898년부터 역사에 그 존재가 기록되었으며, 1998년에는 1100주년 기념식을 치렀다. 30년 전쟁 당시 전쟁터가 되기도 했으며, 현대 독일 전역에서 도시 성곽이 보존되어 있는 세 개의 도시 중 하나이기도 하다(나머지 둘은 로텐부르크 옵 데어 타우버와 딘켈스뷜).